# ITF Women's $25,000 tennis Tournament Muzaffarnagar 2013
L'ITF Women's $25,000 tennis Tournament Muzaffarnagar 2013 è stato un torneo femminile di tennis giocato sull'erba. È stata la 2ª edizione del torneo dell'ITF Women's $25,000 tennis Tournament Muzaffarnagar, che fa parte della categoria ITF 25 K nell'ambito dell'ITF Women's Circuit 2013. Il torneo si è giocato al Services Club di Muzaffarnagar, dal 18 al 24 febbraio 2013.

## Campionesse

### Singolare
Melanie Klaffner ha battuto in finale  Veronika Kapšay con il punteggio di 6–2, 6–0.

### Doppio
Nicha Lertpitaksinchai /  Peangtarn Plipuech hanno battuto in finale  Justyna Jegiołka /  Veronika Kapšay con il punteggio di 3–6, 6–4, [10–8].